# María la del Barrio
María la del Barrio är en mexikansk såpopera (från åren 1995-1996), med Thalía och Fernando Colunga i huvudrollerna.

## Rollista (i urval)
- Thalía – María Hernández Rojas de la Vega
- Fernando Colunga – Luis Fernando de la Vega Montenegro
- Irán Eory – Victoria Montenegro de la Vega
- Ricardo Blume – Don Fernando de la Vega
- Itatí Cantoral – Soraya Montenegro de de la Vega/vda. de Montalbán
- Héctor Soberón – Vladimir de la Vega
- Meche Barba – Lupe